# Bivacco Roberti
Il bivacco Presanella "Vittorio Roberti" si trova in val Nardis, nel gruppo della Presanella, a 2205 m s.l.m, nel territorio del comune di Giustino (TN), in val Rendena.

## Storia
Il bivacco fu costruito dalla SAT nel 1885 e completamente ristrutturato nel 1999.
È intitolato al giovane conte Vittorio Roberti di Castelvero, che scomparve sull'Adamello nel 1945.

## Caratteristiche e informazioni
È un edificio in muratura dotato di un unico locale. Sempre aperto, può ospitare 12 persone.
È utilizzato prevalentemente per la salita alla Presanella. Le altre cime dell'alta val Nardis sono visitate raramente, nonostante l'interesse storico: durante la prima guerra mondiale la dorsale dal passo Gabbiolo a Cima Tamalè fu presidiata dagli austriaci; nell'estate del 2000 presso Punta Botteri è stato ritrovato un cannone d'assedio austriaco.

## Accesso
L'itinerario inizia in val Genova, in località Ponte Verde (900 m). Il sentiero (segnalato) risale ripidamente il fianco della val Genova fino a malga Nardis (1471 m). Da qui, su terreno più aperto, passa nei pressi della Mandra dei Fiori (2004 m) e raggiunge il bivacco (ore 3,30; E).

## Ascensioni
La salita alla Presanella (3558 m) segue dapprima il filo dell'antica morena, poi attraversa vaste pietraie fino a costeggiare le pareti rocciose che scendono da destra. Da una conca di blocchi in vista della cima si sale per tracce il ripido pendio poco a est della vetta, fino alla cresta da cui in breve alla cima (ore 3,30 dal bivacco; F). La salita - quasi integralmente segnalata con segni bianchi e rossi o con ometti - si mantiene sempre a destra della vedretta di Nardis, che non si tocca mai.
Lungo lo stesso percorso si svolge la salita scialpinistica alla Presanella. L'itinerario è particolarmente consigliato quando il sentiero fino a malga Nardis è libero da neve.

## Traversate
L'unica traversata frequentata è quella al rifugio Segantini in val d'Amola (2373 m) attraverso il passo dei Quattro Cantoni (2809 m). Il percorso è integralmente segnalato. Si segue la via di salita alla Presanella fino a quota 2500 circa, dove la si abbandona (segnalazioni) per volgere a nord est tra grandi blocchi fino all'intaglio del passo. La ripida discesa sul versante opposto (Amola) è in parte attrezzata con cavo di acciaio. Si prosegue verso est, dapprima in costa poi per pendii sempre più dolci fino al rifugio (ore 2,30; E).

## Vittorio Roberti
Vittorio Roberti, nono conte di Castelvero, discendente di un'antica famiglia della nobiltà piemontese, scomparve il 25 agosto del 1945 tra i ghiacciai dell'Adamello. Aveva 21 anni. Era in vacanza presso amici sul Garda e da qui in bicicletta aveva raggiunto la val Genova. Lasciata la bicicletta nei pressi del rifugio Bedole, si era diretto verso le montagne. L'ultimo a vederlo, alle 6,30 del mattino del 25 agosto, fu un contadino di Bedole, al quale il giovane aveva chiesto da bere e le indicazioni per il rifugio Mandrone. Da allora non se ne seppe più nulla.
Le ricerche cominciarono già alla fine di quell'agosto 1945 e proseguirono per più di un mese, con grande dispendio di mezzi da parte della famiglia. Furono coinvolti reparti dell'esercito, le guide alpine e parecchi montanari di Pinzolo. La ricerca dei resti si ripeté negli anni seguenti. La famiglia offrì persino 100.000 lire di allora per chi avesse ritrovato il corpo. Sempre invano.
La generosità dei conti Roberti consolidò il legame tra la famiglia del giovane - che ogni estate fa celebrare a Pinzolo una messa in sua memoria - e la popolazione locale. Nel 1949 la famiglia Roberti finanziò opere di manutenzione del bivacco Presanella e il rifacimento del tetto in lamiera. Nel 1986 la SAT intitolò il bivacco a Vittorio Roberti.
Sessant'anni dopo, il 17 agosto 2005, alle pendici del Corno di Bedole dove il ghiacciaio lascia il posto alle rocce, due escursionisti trovarono dei resti umani affiorati in seguito al ritiro del ghiacciaio. Accanto ai resti vennero trovati un cronometro svizzero con la cassa decorata, dei gemelli d'oro decorati con stemmi, un pettine, delle forbici e un portaposate: oggetti inconsueti per un alpinista, che fecero pensare al conte Roberti. Sul sito del ritrovamento i due escursionisti eressero una rudimentale croce di legno. Il corpo fu recuperato il 24 agosto 2005.
La conferma dell'identità del corpo si ebbe nel giugno 2006 con l'analisi del DNA, effettuata dai Carabinieri dei RIS.
I funerali di Vittorio Roberti sono stati celebrati a Pinzolo il 1º settembre 2006. La salma è stata tumulata nella tomba di famiglia, in Piemonte.